# Gebze
Gebze (korábbi nevei Dakibyza és Libüssza) iparváros Törökország Kocaeli tartományában. Isztambultól 30 km-re keletre, a Márvány-tenger partján fekszik. Kocaeli legnagyobb területű körzetének központja.
Az ókori Libüssza kikötővárosban követett el öngyilkosságot Kr. e. 183-ban Hannibal, hogy ne kerüljön a rómaiak fogságába.